# Christian Gammelgaard
Christian William Gammelgaard Grøndal (* 10. März 2003) ist ein dänischer Fußballspieler. Er steht bei seinem Jugendverein Vejle BK unter Vertrag und ist dänischer Nachwuchsnationalspieler.

## Karriere

### Verein
Christian Gammelgaard war im Alter von fünf Jahren der Jugendabteilung von Vejle BK beigetreten und gab am 22. Oktober 2021 im Alter von 18 Jahren beim 2:0-Sieg im heimischen Stadion gegen den FC Nordsjælland sein Profidebüt in der Superliga. Die erste Mannschaft stieg zum Ende der Saison 2021/22 in die 1. Division ab. Zur Saison 2022/23 rückt Gammelgaard fest in die erste Mannschaft auf.

### Nationalmannschaft
Am 23. Februar 2022 gab Christian Gammelgaard bei der 2:3-Niederlage im Freundschaftsspiel im spanischen San Pedro del Pinatar gegen Ungarn sein Debüt für die dänische U19-Nationalmannschaft.